# Dansk Kvindesamfunds udflugt for pensionister
Dansk Kvindesamfunds udflugt for pensionister er en dansk dokumentarisk optagelse fra 1964.

## Handling
Thise Pensionistforenings udflugt starter på Øland-Kroen i Brovst. Derfra går turen til Oxholm Kirke og Sandemose Skole i Tranum. Frokosten indtages på Gjøl Kro. Resten af den solbeskinnede udflugtsdag går til Hørby (eller Stidsholt?) Højskole, Hotel Klitrosen på Slette Strand og Voergaard Slot. Sidste optagelse er fra et kirkebryllup i Thise Kirke.